# Kaus

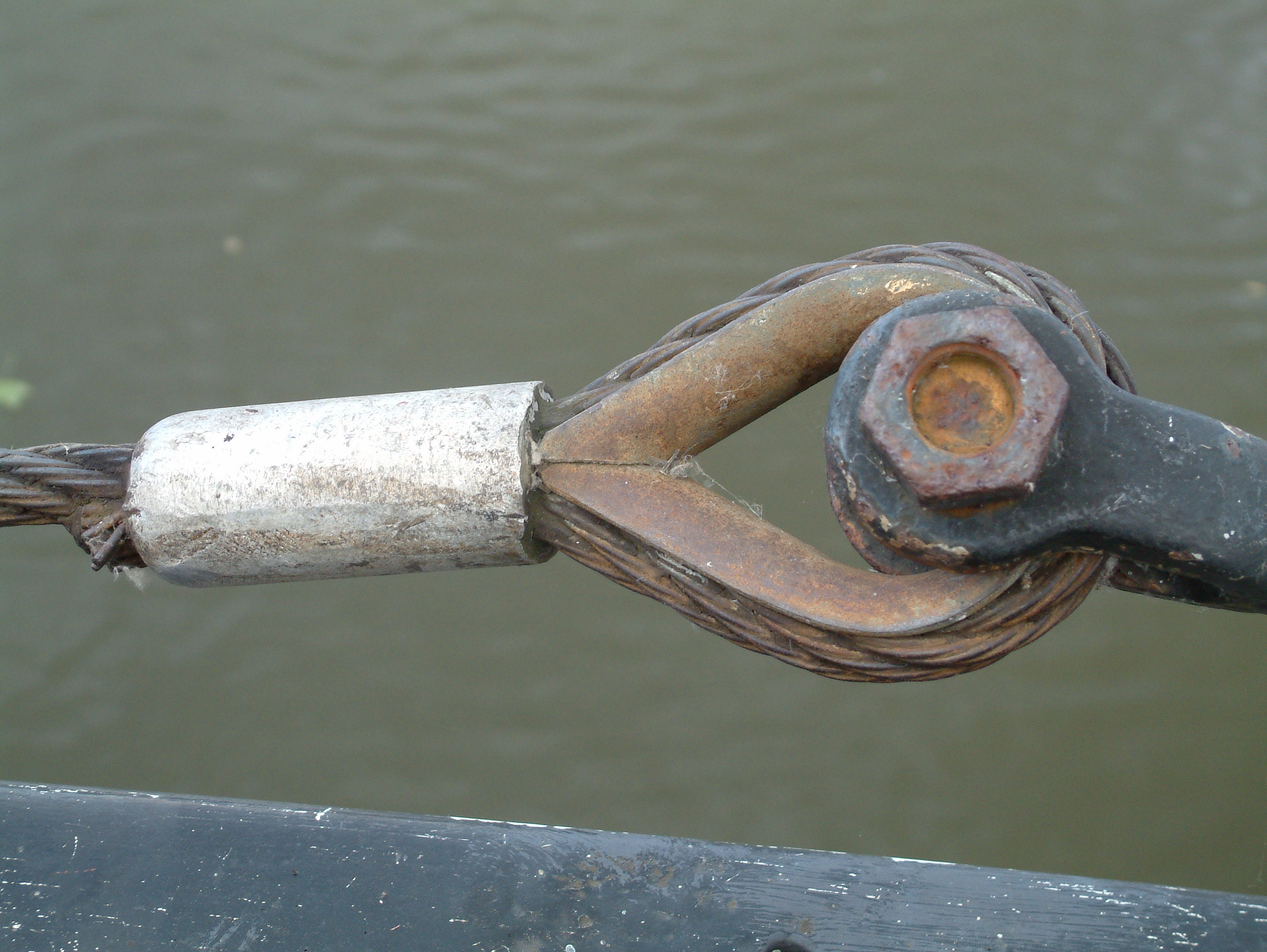
En vajer med kaus och presslås.

Kaus (uttal: [kåːs]) är en förstärkning av metall eller plast som läggs in i splitsade öglor av tågvirke eller vajer för att skydda mot nötning. Den består av en halvcirkelformad profil anpassad för repets diameter som böjts till droppform (tidigare helrund, så kallad rundkaus). Förr användes även trä, till exempel pockenholtz eller ek, för tillverkning av kaus.